# Дрезден (лек крайцер, 1917)
Дрезден (на немски: SMS Dresden) е лек крайцер на Императорските военноморски сили от времето на Първата световна война. Втори кораб от серията крайцери тип „Кьолн“.
Крайцерът „Дрезден“ е заложен в корабостроителницата на „Howaldtswerken“ в град Кил през 1916 г. Спуснат е на вода на 25 април 1917 г. На 28 март 1918 г. е въведен в експлоатация.

## Конструкция

### Технически характеристики
Дължината на крайцера съставлява 156 метра; ширината е 14,5 метра; газене: 6,4 метра. Водоизместимост 5600 тона. Максимална скорост 27,5 възела.
Екипаж: 560 души.

### Въоръжение
Главният калибър се състои от осем скорострелни 15 cm SK L/45 оръдия в единични установки. Две от тях са редом отпред на бака, две са на кърмата, линейно-терасовидно, и четири по всяка страна в средната част на кораба. Оръдията имат максимална далечина на стрелбата до 17 600 m. Боекомплектът им съставлява 1040 изстрела или 130 снаряда на ствол. Зенитното въоръжение на кораба първоначално се състои от три 8,8 cm SK L/45 зенитни оръдия. Крайцерът има и четири 60 cm надводни торпедни апарата, с общ запас от осем торпеда. Освен това може да носи до 200 мини за поставяне на заграждения.

### Силова установка
Осем въглищни и шест нефтени водотръбни парни котли с максимално работно налягане от 16 атм., разположени в 4 котелни отделения. Сумарна площ на огнярските решетки 5700 м². 2 парни турбини, 2 гребни винта. Проектна мощност на силовата установка: 31 000 к.с., проектна скорост от 27,5 възела. На изпитанията „Дрезден“ развива скорост от 27,8 възела при мощност от 49 428 к.с. и средна честота на въртене на валовете от 338 об/мин.
Запас гориво – 300 т нефт и 1100 т въглища. Далечина на плаване: 5400 морски мили на скорост 12 възела и 1200 мили на скорост 25 възела.

## Съдба
Крайцерът „Дрезден“ е построен от корабостроителницата „Howaldtswerken“ в град Кил. Заложен е през 1916 г. под стапелен номер 601. Спускането му на вода е на 25 април 1917 г., влиза в състава на флота на 28 март 1918 г. Според условията на завършващото Първата световна война примирие, сключено на 11 ноември 1918 г. между Германия и страните от Антантата, немският Флот на откритото море, към който се числи и крайцерът „Кьолн“, подлежи на интерниране. Германските кораби са конвоирани на главната база на британските Кралски ВМС Скапа Флоу на островите Оркни. На 21 юни 1919 г. контраадмирал фон Ройтер заповядва на екипажите да потопят корабите, за да не попаднат в ръцете на англичаните. Корабът и до днес лежи на дъното на залива.

## Командири на кораба
- Корветенкапитан (капитан 3-ти ранг) Принц Адалберт Пруски (на немски: Adalbert von Preußen), март – ноември 1918[4]
- Капитан цур зее (капитан 1-ви ранг) Курт Франк (на немски: Kurt Franck), ноември 1918[4]
- Корветенкапитан Алберт Гейер (на немски: Albert Gayer)[4]), от 6 до 18 ноември
- Корветенкапитан Йохан Бернхард Ман (на немски: Johann Bernhard Mann), ноември – декември 1918[4]
- Капитан-лейтенант Лудвиг Фабрициус (на немски: Ludwig Fabricius), декември 1918 – юни 1919[4]

## Коментари
1. ↑  Всички данни са към момента на влизането в строй.
2. ↑  Префиксът „SMS“ е от на немски: Seiner Majestat Schiff (Кораб на Негово Величество).
3. ↑  Според немската класификация те се обозначават като малки крайцери (на немски: Kleiner Kreuzer).
4. ↑  Съгласно номенклатурата на артилерията на флота на Германската империя „SK“ (Schnelladekanone) означава „скорострелно оръдие“, а L/45 означава сравнителната дължина на оръдието в калибри. В дадения случай L/45 означава, че дължината на оръдието съставлява 45 негови калибра (150 × 45).